# 落合芳麿
落合 芳麿（おちあい よしまろ、生年不明‐1914年9月29日）は大正時代の浮世絵師。

## 来歴
富岡永洗の門人。落合芳幾の子として生まれる。最初は本所大平町一丁目に住み、後に浅草元鳥越二番地に移り、更に浅草小島町の自宅において子供と若い妻を残して没したとされる。永洗に入門して芳麿の号で都新聞社の附録『都の花』において筆をふるった。大正初期には東京秀美堂から出版された『教育新お伽噺』という児童書の挿絵を描いている。この『教育新お伽噺』シリーズは発行目録によると、150冊を超えるものであった。後に、演劇に関係を持ち、専ら新派の看板や番付を描いた。1914年（大正3年）9月29日に30余歳で没した。

## 作品
- 『新案　不如帰の歌がるた』 溝口白羊作 福岡書店、岡村書店版 ※1911年(明治44年） くまもと文学・歴史館所蔵
- 『家庭小説 夜半(よは)の悔悟』 朱楽園主人(長谷川朗)編 芳麿画 日新堂書店版 ※1911年(明治44年)
- 『朝比奈とガリバー』 芳麿作画 大洋堂(日本橋区今川橋詰)版 ※1913年(大正2年)、絵本
- 『夢の扉 少女物語』 川副桜喬著 芳麿画 岡村盛花堂版 ※1913年(大正2年)
- 『ああ故郷』 植松美佐男著 芳麿画 岡村書店版 ※1913年(大正2年)
- 『教育新お伽噺 うづまき』 育英山人著 芳麿画 東京秀美堂版 ※1914年(大正3年)
- 『教育新お伽噺 継子の孝心』 芳麿画 東京秀美堂版 ※大正
- 「鍾馗図」 絹本着色  ※芳幾と芳麿の合作で、芳幾が鍾馗を描き、芳麿は上部に笠を背負った赤鬼を描く。落款は「十四童 落合六朗筆」とある。